# جبل العود
 جبل العَوْد هو أحد جبال المرتفعات اليمنية ويصل ارتفاعه إلى  2,942 م في مديرية النادرة ومديرية السده في محافظة إب وسط الجمهورية اليمنية  ويبعد حوالي 25 كم عن عاصمة مملكة حمير ظفار يريم.
ظهر اسم الجبل في نصوص خط المسند منها نص كربئيل وتر ويشير إلى بناء فرع لمعبد المقه الرئيسي في صرواح. أثار الجبل اهتمام علماء الآثار عام 1970 لعثورهم على كتابات قتبانية وحصل المعهد الألماني للآثار على موافقة الحكومة اليمنية للتنقيب إلا أن الاضطرابات القبلية حالت دون إتمام عملهم. مع ذلك، فقد عثرت البعثة على آثار لمعبد وأثاث وعدة تماثيل صغيرة خلال فترة تنقيبها القصيرة ومقبرة كبيرة وآثارا للرماد مما يشير أن الموقع تعرض للتدمير والإحراق المتعمد ولا يستبعد أن يكون السبئيين خلف الإحراق فقد قاموا بإحراق عاصمة القتبانيين تمنع.